# Патогенеза
Патогенеза је у ствари биолошки процес настанка и развоја болести. Сам назив "Патогенеза" потиче од речи pathos - болест и речи genein - рађање, настанак.
Да би дошло до појаве биљне болести, неопходно је испунити три основна услова: постојање осетљиве биљке, постојање патогена и повољни еколошки услови. Међутим, не може сваки патоген да изазове болест на свакој биљци. Да би изазвао биљну болест патоген мора бити компатибилан према одређеној биљци, и довољно агресиван да изазове инфекцију. Сам настанак биљне болести пролази кроз неколико фаза, почевши од доспевања патогена на биљку па све до знака болести као последњег стадијума обољења.

## Доспевање паразита на биљку
Један од првих ступњева у развоју биљне болести јесте управо доспевање паразита на биљку, и од тог тренутка постоји потенцијална опасност од настанка саме болести . Међутим, присуство паразита не значи увек постојање биљне болести јер је за сам развој биљне болести потребно још низ других фактора.
Пренос патогена може бити директан или индиректан. Код директног преноса биљне болести нема посредника, односно нема других чинилаца који ће утицати на пренос патогена. Пример директног преношења патогена јесте употреба зараженог семенског и садног материјала где се патоген већ налази на биљном делу, и он се само развија са развојем биљке чији је гост.
Са друге стране је индиректан пренос патогена где је патоген пренет помоћу неког посредника. Ти преносници могу бити абиотски и биотски. Што се тиче абиотских фактора, односно фактора неживе природе, највећи значај имају ветар и вода јер се споре паразита најлакше преносе у воденој и аеробно средини; и абиотски начин преношења јесте један од најзаступљенијих начина преношења биљне болести. Са друге стране су биотски преносници паразита; односно преносници живог света, међу којима су најзаступљенији инсекти; такође имају велики значај за пренос биљне болести. Најчешћи је случај да сами инсекти не преносе патогене јер им је то нужда, већ се сами патогени прикопчају за инсекте и тако бивају разнети. Један од најпознатијих преносника биљних болести јесу биљне, или, лисне ваши, па се већина биљних болести сузбија управо сузбијањем ове врсте инсеката.

## Продирање паразита у биљку
Само продирање паразита у биљку чини појаву саме болести још извеснијом, мада то не мора значити да је биљна болест у баш том тренутку настала. Патогени у унутрашњост биљке могу продрти на три основна начина:
1. кроз неповређени део биљке:патоген продире у биљку тако што разара здрава ткива биљке и доспева до унутрашњости
2. кроз природне отворе:покорично биљно ткиво поседује многе отворе који су погодни за несметан улаз патогена, јер је њихова величина често јако мала тако да се они кроз дате отворе у биљку ;просто речено - ушетају
3. кроз повреде и ране на биљци:отворене ране на биљном ткиву су места ге је само ткиво јако осетљиво, а самим тим и погодно за продор патогена

Из наведеног се види да је оштећено биљно ткиво један од најпогоднијих путева продора патогена, па се према томе и усмерава и превентивна заштита. Наиме, постоје разни типови крема које се користе за мазање рана насталих приликом резидбе воћа. Морам да поменем да је овакав вид заштите јако непрактичан, па се више иде на то да се повећа отпорност целокупне биљке, што је лакше и ефикасније, а не да се смањи вероватноћа од продора патогена, што је доста теже.

## Зараза (инфекција)
Биљна болест постаје све извеснија, па је инфекција само један од корака који нас још више приближава обољењу. У овој фази развоја биљне болести патоген успоставља контакт са осетљивим ћелијама и ткивима биљке домаћина. Међутим, до "ницања" самог патогена ће доћи само у случају ако је патоген довољно агресиван, и ако постоје предиспозиције за развој датог патогена. Агресивност патогена јесте, у ствари, одлика самог патогена, односно његове природе. Патоген за једну биљку може бити довољно агресиван а да код друге то опет није случај. Предиспозиција за развој биљне болести, односно услов за сам настанак болести је еквивалентан отпорности биљке. Што је биљка отпорнија то је патогену теже да у саму биљку и продре.

## Инкубација (развој биљне болести)
У овој фази развоја биљне болести све је већ јасно, и наша биљка је заражена. Инкубација је време које прође од продора паразита у биљку до појаве знакова болести, односно појаве симптома. У овој фази паразит се развија и припрема се да да нове споре паразита које ће служити даљем ширењу самог паразита. Ова фаза може трајати од неколико дана преко неколико месеци до неколико година, а све у зависности од тога колико је паразиту потребно да формира нове споре за даљу репродукцију. Што је инкубација краћа, брже је ширење болести, али и знаци обољења су пре видљиви па се може правовремено деловати на заустављање ширења самог обољења.

## Знаци болести- симптоми
Паразит се довољно развио у биљци да су продукти његовог рада постали видљиви; појавиле су се промене на биљци које су у ствари реакција биљке на самог патогена. Често је у том случају већ касно да се врши икаква заштита јер се сам паразит већ довољно развио и постао отпоран на дејство било каквих средстава за заштиту биља.
Промене биљке, односно симптоми биљне болести се, према својим карактеристикама, деле у три основне групе:
- Промена боје: ово је један од најчешћих видљивих симптома биљне болести, и најједноставнији су за уочавање; битно је само не мешати их са променама боје биљних делова које су условљене одређеним природним појавама (на пример: завршетак вегетације ). Промене боје могу бити у виду:

1. хлорозе: поједини биљни делови губе хлорофил и постају жути
2. мозаика:због недовољне количине стварања хлорофила поједини делови, најчешће на листу, постају жути
3. општег жутила:велика површина биљке губи зелени пигмент.
4. пегавости:појава пега на биљним органима различите боје

- Морфолошке промене:огледају се у промени спољашњег изгледа неког биљног органа или пак целе биљке што зависи од врсте и интензитета обољења. Најпознатије промене овог типа су: појава вештачких метли у крошњи, коврџавост лишћа, краставост плодова, спљоштеност стабла и слично.
- Анатомско- хистолошке промене: јесу промене унутрашњих органа биљке. Неке врсте патогена, а најчешће вируси, доводе до промена у самим ћелијама, па се тако могу јавити хипертрофија-неконтролисано увећање ћелије, или хиперплазија- неконтролисана деоба ћелија. Овакве промене се манифестују појавом скраме, буђи, разних израслина и тумора, и слично.[3]Здрав плод шљиве[4]